# Asparagus biradarii
Asparagus biradarii — вид рослин із родини холодкових (Asparagaceae).

## Середовище проживання
Ареал: Індія (Одіша).